# Siddheswori
Siddheswori (nepalski: सिद्धेश्वरी) – gaun wikas samiti we wschodniej części Nepalu w strefie Kośi w dystrykcie Bhojpur. Według nepalskiego spisu powszechnego z 2001 roku liczył on 571 gospodarstw domowych i 2793 mieszkańców (1419 kobiet i 1374 mężczyzn).